# Alexondra Lee
Alexondra Lee, née le 6 février 1975 en Stroudsburg, Pennsylvanie, est une actrice américaine. Elle a joué dans Special Unit 2 et La Vie à cinq.

## Filmographie
- 1994 : The Road Killers (Film) : Ashley Lerolland
- 1996 : La Vie à cinq (série TV) : Callie Martel
- 1998 : Folle d'elle  (Film) : Shirley
- 2001 : Special Unit 2 (série TV) : Kate Benson
- 2003 : Projet Momentum (Téléfilm) : Brooke
- 2003 : Boston Public  (série TV) : Tina Knowels
- 2012 : Paranormal Activity 4  (Film) : Holly Nelson